# Schladen
Schladen é um município da Alemanha localizado no distrito de Wolfenbüttel, sudoeste do estado da Baixa Saxônia. É membro e sede do Samtgemeinde de Schladen.
Fica situada às margens rio Oker, e a 25 quilómetros de Broken, 1.142 m, ponto culminante do Harz, a sua altitude não ultrapassa os  97 m. A cidade fica a menos de 5 quilómetros da antiga fronteira com a ex-Alemanha Oriental. O seu território é atravessado pela autoestrada A395 e pela estrada B82.
Os recursos económicos locais são a agricultura, o turismo e a indústria açucareira (refinaria). Uma curiosidade afamada desta localidade é criação de serpentes, produzindo veneno para a indústria farmacêutica. 